# Kế hoạch cầu hôn (phim)
Kế hoạch cầu hôn hay Chiến dịch cầu hôn (プロポーズ大作戦, Puropōzu Daisakusen), (tiếng Anh: Operation Love), là một bộ phim truyền hình Nhật Bản phát sóng trên kênh Fuji TV. Bộ phim bắt đầu phát sóng từ ngày 16 tháng 4 năm 2007 và tập cuối (tập 11) được phát sóng ngày 24 tháng 6 năm 2007. Có một tập đặc biệt được phát vào ngày 25 tháng 3 năm 2008.

## Cốt truyện khái quát
Người bạn thân của Yoshida Rei, Iwase Ken đang tham dự lễ cưới của cô. Hai người là bạn thân đã được 14 năm và trong suốt thời gian đó luôn ở bên cạnh nhau, tuy nhiên chưa bao giờ thổ lộ tình cảm thật của mình. Mặc dù vậy, thực tế Ken vẫn rất yêu Rei và hối hận vì đã không thổ lộ với cô. Một vị tiên xuất hiện và giúp Ken trở về quá khứ để anh có thể thay đổi và một lần nữa chiếm được trái tim của Rei.

## Nhân vật

### Nhân vật chính
- Yamashita Tomohisa (山下智久) vai Iwase Ken
- Nagasawa Masami (長澤 まさみi) vai Yoshida Rei

### Các nhân vật khác
- Oku Eri (奥 エリ, Oku Eri)
- Mikio Enokido (榎戸 幹雄, Mikio Enokido)
- Tsurumi Hisashi (鶴見 尚, Tsurumi Hisashi)
- Tada Tetsuya (多田 哲也, Tada Tetsuya)

## Các vai diễn
- Đình Phong(山下智久) vai Iwase Ken
- Kitamura Kaito () vai Iwase Ken (lúc nhỏ)
- Nagasawa Masami (長澤まさみ) vai Yoshida Rei
- Matsumoto Tamaki () vai Yoshida Rei (tiểu học)
- Hashimoto Kurumi () vai Yoshida Rei (thơ ấu)
- Eikura Nana (栄倉奈々) vai Oku Eri
- Hirao kaYūta (平岡裕太) vai Mikio Enokido
- Hamada Gaku () vai Tsurumi Hisashi
- Fujiki Naohito () vai Tada Tetsuya
- Mikami Hiroshi () vai Người Tiên
- Matsushige Yutaka () vai Itou Matsunori
- Yamazaki Shigenori () vai 御法川潤蔵 (chủ hôn)
- Morimoto Leo () vai Yoshida Takashirei
- Miyazaki Yoshiko () vai Yoshida Reina
- Watabe Gota () vai Socrates
- Hara Fumina () vai Matsuki Yuko (bạn gái của Mikio)
- Kikuchi Kenichiro () vai NishioTamotsu
- Troare Issa () vai VĐV Ma-ra-tông
- Takeuchi Tomoya vai bạn cùng lớp
- Okawa Masahiro (大川雅大) vai bạn cùng lớp
- Arai Kenta (荒井賢太) vai bạn cùng lớp
- Ikezawa Ayaka vai bạn cùng lớp
- Masumoto Yuko vai bạn cùng lớp

## Nhạc phim
- 01 - Rising Road ~Main Theme~
- 02 - Honey Cheese
- 03 - Yume Oi Runner
- 04 - Rainy Man
- 05 - Sasayakana Negai
- 06 - Hallelujah Flash
- 07 - Samayou Kokoro
- 08 - Soremo Mata Seishun
- 09 - Sugar
- 10 - Kibou
- 11 - Gorioshi My Way
- 12 - Sepia no Kyoushitsu
- 13 - Ebi Fry
- 14 - DaDa double chance!
- 15 - Sunao na Kimochi
- 16 - Koi no Daisakusen
- 17 - Ame Agari
- 18 - Ashita Hareru Kana (Piano & Cordes)
- 19 - Kuwata Keisuke - Ashita Hareru Kana
- 20 - Mongol800 - Chiisana Koi No Uta

## Giải thưởng
Giải thưởng của Viện Hàn lâm truyền hình Nhật Bản lần thứ 53
- Phim truyền hình hay nhất
- Nhạc phim hay nhất - bài Ashita Hareru Kana của Keisuke Kuwata.[1]
- Giải thưởng đặc biệt

Nikkan Sports Drama Grand Prix lần thứ 11
- Phim truyền hình hay nhất
- Nam diễn viên chính xuất sắc nhất - Yamashita Tomohisa
- Nữ diễn viên chính xuất sắc nhất - Masami Nagasawa
- Nam diễn viên phụ xuất sắc nhất - Gaku Hamada
- Nữ diễn viên phụ xuất sắc nhất - Nana Eikura